# Newport, Tennessee
Newport är administrativ huvudort i Cocke County i Tennessee. Vid 2010 års folkräkning hade Newport 6 945 invånare.